# Narciso Lubasa
Narciso-Jorge Lubasa (* 7. März 1989 in Luanda) ist ein deutsch-angolanischer Fußballspieler.

## Karriere
Der Mittelfeldakteur war von 2009 bis 2012 regelmäßig in der Reserve der Alemannia in der NRW-Liga tätig, wurde jedoch gelegentlich im Profikader eingesetzt. Sein erstes Spiel in der 2. Fußball-Bundesliga machte er am 21. Oktober 2010 als Einwechselspieler gegen den FC Erzgebirge Aue. Vor seinem Wechsel zur Alemannia 2009 spielte er für den SC Merzenich, SW Düren, FC Düren-Niederau, Bonner SC und Viktoria Arnoldsweiler. 2012 wechselte er zu Eintracht Trier in die Regionalliga Südwest. Dort kam er bis zur Winterpause in neun Spielen jedoch nur auf 116 Regionalliga-Minuten. Daher löste er Ende Januar 2013 seinen Vertrag auf und wechselte zum KFC Uerdingen 05, wo er bis zum Saisonende 2012/13 unterschrieb. In der Saison 2013/14 spielte Lubasa wieder für Viktoria Arnoldsweiler. 2014 wechselte er zum Oberligisten TuS Erndtebrück, mit dem er in die Regionalliga aufstieg. Sein Vertrag wurde im November 2015 aufgelöst. Im Februar 2016 ging er zum BSV Rehden. und nur ein Jahr später weiter zum VfL Oldenburg in die Oberliga Niedersachsen. Zur Saison 2019/20 wechselte Lubasa dann zum mittelrheinischen Bezirksligisten SV Eintracht Hohkeppel, mit dem er auf Anhielb in die Landesliga aufsteigen konnte. In der Winterpause 2024/25 wechselte er zurück zum SC 1919 Merzenich.